# Solna
Solna is een Zweedse gemeente in Uppland. De gemeente behoort tot de provincie Stockholms län. Ze heeft een totale oppervlakte van 21,8 km² en telde 59.098 inwoners in 2004. 

## Gevestigd in Solna

### Sport & spel
- Het nationale stadion, de Friends Arena, heeft internationale allure en is gevestigd in Solna. Veelvoudig Zweeds landskampioen voetbal AIK Fotboll speelt daar zijn thuiswedstrijden.

### Wetenschap
- Een van de twee campussen van het Karolinska-instituut.

## Bekende inwoners van Solna

### Geboren
- Hilma af Klint (1862-1944), schilderes
- Nils von Kantzow (1885-1967), militair en turner
- Birgitta van Zweden (1937-2024), prinses van Zweden
- Jarl Alfredius (1943-2009), journalist
- Svenne Hedlund (1945-2022), zanger
- Karel XVI Gustaaf van Zweden (1946), koning van Zweden
- Keke Rosberg (1948), Fins autocoureur, wereldkampioen F1 in 1982
- Oscar Swartz (1959), entrepreneur, schrijver en blogger
- Therese Alshammar (1977), zwemster
- Henok Goitom (1984), voetballer
- Magnus Eriksson (1990), voetballer
- Alexander Isak (1999), voetballer
- Paulos Abraham (2002), voetballer
- Yasin Ayari (2003), Zweeds-Tunesisch voetballer
- Rosa Kafaji (2003), voetbalster
- Estelle van Zweden (2012), prinses
- Oscar van Zweden (2016), prins

### Overleden
- Aina Cederblom (1896-1986), ontdekkingsreizigster, schrijfster en textielkunstenares